# Almansa
Almansa város Spanyolországban, Albacete tartományban. Lakosainak száma 24 281 fő (2024).

## Fekvése
Albacetétől keletre található.
Almansa Alpera, Caudete, Montealegre del Castillo, Ayora, Bonete, Enguera, La Font de la Figuera, Villena és Yecla községekkel határos.
A Madrid-Valencia vasútvonalon közelíthető meg.

## A város híres szülöttei
Santiago Bernabéu Yeste, a Real Madrid CF egykori labdarúgója, elnöke.

## Testvértelepülések

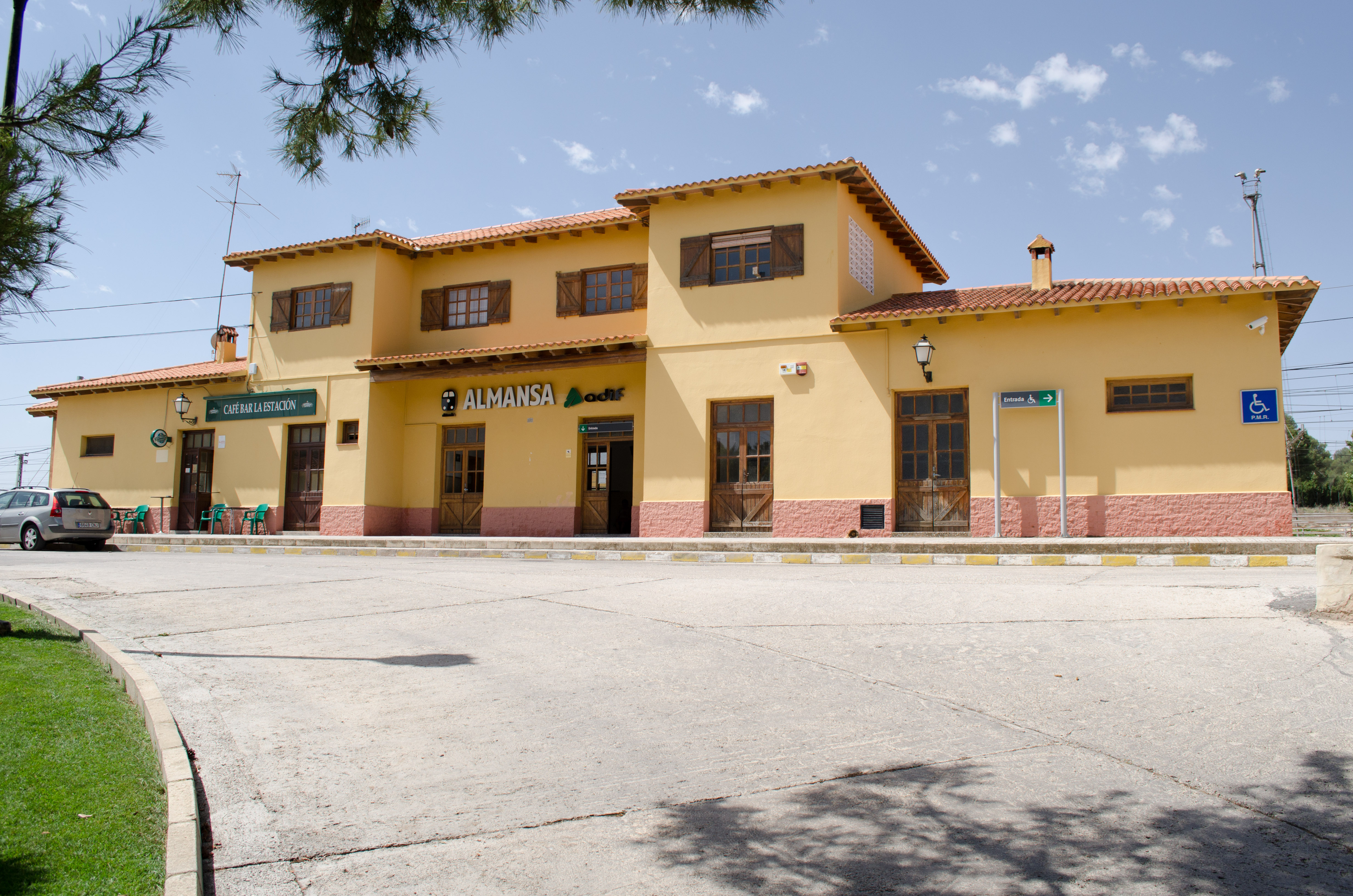
Az almansai vasútállomás

- Scandiano
- Saint-Médard-en-Jalles
- Lymington
- La Güera

## Népesség
A település lakosságának változását az alábbi diagram mutatja:
| Lakosok száma | 23 782 | 24 689 | 25 075 | 25 727 | 25 432 | 25 024 | 24 800 | 24 419 | 24 388 | 24 281 |
|               | 2001   | 2004   | 2006   | 2009   | 2011   | 2014   | 2016   | 2019   | 2021   | 2024   |